# 마이클 고브

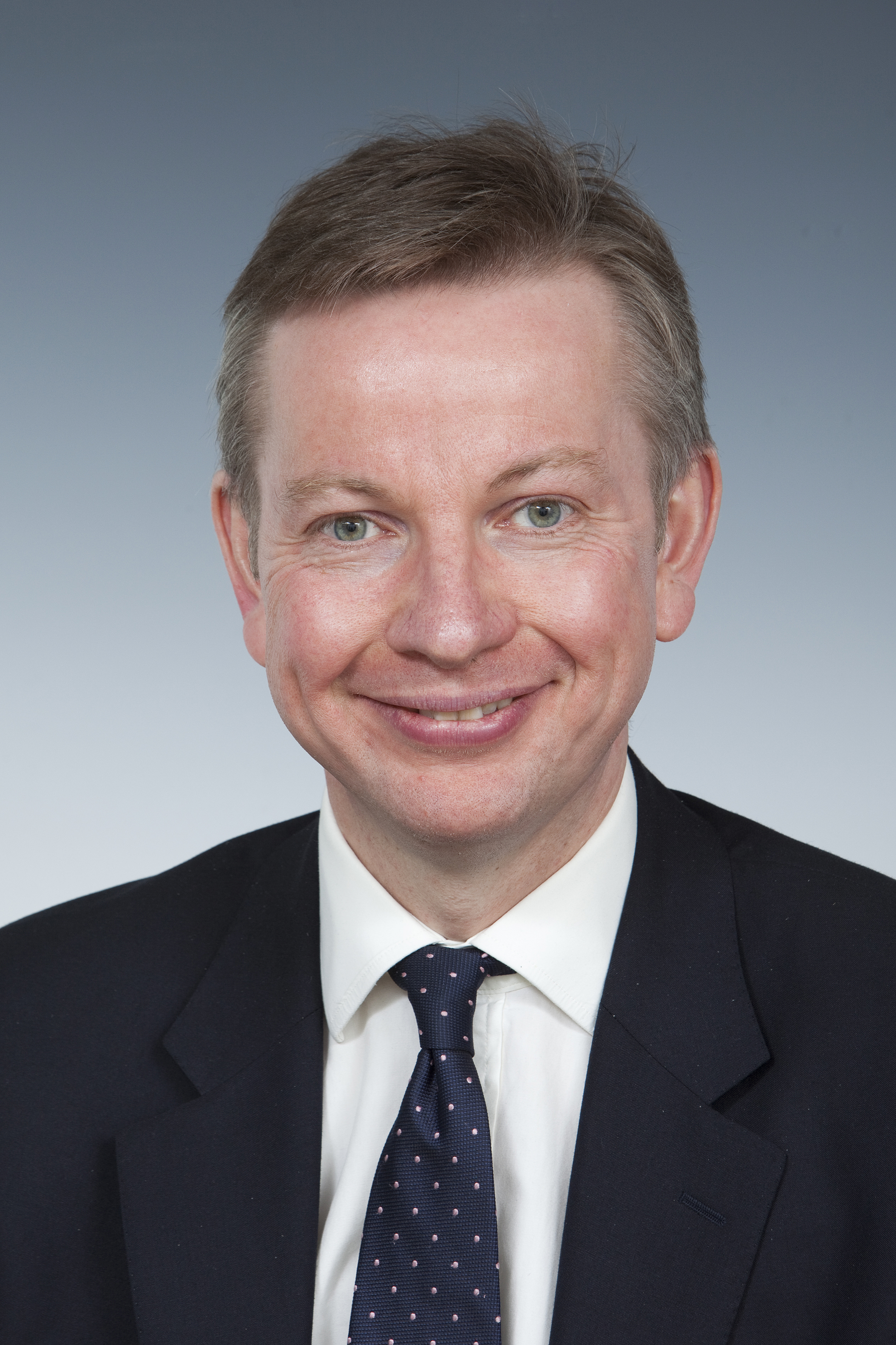

마이클 고브(영어: Michael Gove, 1967년 8월 26일 ~ )는 영국의 전 법무부장관이자 하원 의원이다. 브렉시트 찬성론을 주도했다.